# Маргариновая кислота
Маргариновая кислота (гептадекановая кислота) СH3(CH2)15COOH — одноосновная предельная карбоновая кислота.
В природных источниках встречается в малых концентрациях. Соли и анионы маргариновой кислоты называют гептадеканоатами.

## История
Название «маргариновая» придумал в 1813 году французский химик Мишель Эжен Шеврёль, произведя его от др.-греч. μάργαρον (жемчуг), так как в твёрдом виде свободные жирные кислоты имеют жемчужный блеск. Кислоту он выделил из свиного сала, получив по данным анализа формулу с 17 атомами углерода.
Однако в 1853 году немецкий химик Генрих Вильгельм Хайнц сообщил, что ему не удалось обнаружить в сале маргариновую кислоту, которую он получил встречным синтезом, используя метод, разработанный Э. Франклендом и Г. Кольбе (ступенчатое наращивание углеродной цепи).
Последующие многочисленные «открытия» маргариновой кислоты в природных жирах каждый раз оказывались ошибочными. Было установлено, что в природе присутствуют почти исключительно кислоты с чётным числом атомов углерода, тогда как в маргариновой кислоте их число нечётно. Ошибка Шеврёля и других химиков объясняется тем, что высшие жирные кислоты очень похожи по своим свойствам и разделить их чрезвычайно трудно. Во многих отношениях смеси таких кислот ведут себя как индивидуальные вещества и «имитируют» промежуточную нечётную кислоту. Так, в смеси пальмитиновой (16 атомов углерода) и стеариновой кислот (18 атомов углерода) образуется молекулярное соединение (комплекс) из равного числа молекул этих кислот. По результатам химического анализа такой смеси получается «усреднённая» формула, соответствующая «маргариновой кислоте».
Появление в XX веке новых чувствительных методов анализа, прежде всего хроматографии, привело к тому, что в 1950-х годах маргариновая кислота (в виде её летучего сложного эфира) всё же была обнаружена в природных источниках, хотя и в очень малых количествах. Так, в бараньем жире её содержание составляет всего 1,2 %; примерно столько же — в сливочном масле; в оливковом, подсолнечном или арахисовом масле — 0,2 % от суммы всех жирных кислот.